# Millington (Tennessee)
Millington ist eine Stadt im Shelby County im Südwesten des US-Bundesstaats Tennessee. Das U.S. Census Bureau hat bei der Volkszählung 2020 eine Einwohnerzahl von 10.582 ermittelt. Sie ist Teil der Metropolregion Memphis. In Millington befindet sich die Naval Support Activity Mid-South, ein Stützpunkt der United States Navy. Auf dem Stützpunkt sind über 7000 Menschen beschäftigt.

## Geschichte
Im Jahr 1878 schenkten George Millington und seine Frau einer Gruppe von Siedlern ein großes Stück Land zum Zweck der Gründung einer Stadt. Millington bat darum, dass die neue Stadt ihm zu Ehren benannt werden sollte. Im Jahr 1888 wurde die erste Baptistenkirche gegründet. Sie hat über 5000 Mitglieder. Ihre Kirche ist eines der größten Gebäude in Millington. Millington wurde 1903 offiziell vom Staat Tennessee gechartert. 1917 begann die erste Präsenz des US-Militärs in Millington und wurde mit Beginn des Zweiten Weltkriegs erneuert und noch deutlich ausgebaut.

## Demografie
Nach der Schätzung von 2019 leben in Millington 10.641 Menschen. Die Bevölkerung teilte sich im selben Jahr auf in 64,7 % Weiße, 22,5 % Afroamerikaner, 0,3 % amerikanische Ureinwohner, 2,0 % Asiaten, 0,1 % Ozeanier und 5,0 % mit zwei oder mehr Ethnizitäten. Hispanics oder Latinos aller Ethnien machten 9,7 % der Bevölkerung aus. Das mittlere Haushaltseinkommen lag bei 52.500 US-Dollar und die Armutsquote bei 18,6 %.

## Söhne und Töchter der Stadt
- Bobby Whitlock (1948–2025), Keyboarder